# ياسين وكيلي
ياسين وكيلي (3 يناير 2001) هو لاعب كرة قدم، يلعب كمهاجم لنادي آر كي سي فالفيك. ولد في هولندا، وهو لاعب دولي للشباب في المغرب.

## حياة مهنية

### فيتيسه
في 5 سبتمبر 2019، وقع ياسين أول عقد احترافي له مع فيتيسه، بعد انضمامه إلى النادي قادمًا من شباب ألفينس. بدأ ظهوره الاحترافي لأول مرة مع فيتيسه في الدوري الهولندي ضد تفينتي في 14 ديسمبر 2019.

### آر كي سي فالفيك
خلال العطلة الشتوية في يناير 2021، وقع عقدًا لمدة عامين ونصف مع آر كي سي فالفيك، مع خيار لموسم إضافي. عند التعاقد معه، أشاد مدير الرياضة فرانك فان موسيلفيلد باعتباره لاعب خط وسط متعدد الاستخدامات، وقال إنه كان جزءًا من "مهمة التعاقد مع اللاعبين الموهوبين" للنادي.
في 21 أغسطس 2021، الجولة الثانية من موسم 2021–22، ظهر لأول مرة مع النادي ضد هيرنفين. ودخل بديلا لأيمن أزهيل في الدقيقة 84.

## مهنة دولية
ولد ياسين في هولندا وهو من أصول مغربية. في نوفمبر 2023، استدعي إلى منتخب المغرب تحت 23 عامًا.

## روابط خارجية
- ياسين وكيلي على موقع قاعدة بيانات كرة القدم.إي يو (الإنجليزية)
- ياسين وكيلي على موقع Soccerway.com (الإنجليزية)